# Zizur Nagusia
Zizur Nagusia (en euskera, cooficialment en castellà Zizur Mayor) és un municipi de Navarra, a la comarca de Cuenca de Pamplona, dins la merindad de Pamplona. Forma part de l'àrea metropolitana de Pamplona, ciutat de la qual dista 5 km. Limita al nord amb Barañain, al nord-oest amb Arazuri, al nord-est amb Pamplona (barri d'Etxabakoitz), al sud amb Galar i Zizur Zendea, i a l'oest amb Gazolaz. És el cinquè municipi més poblat de Navarra.

## Topònim
El nom Cizur o Zizur s'aplica a una de les cinc cendea que es troben a la Cuenca de Pamplona. El significat etimològic de Zizur s'ha relacionat generalment amb la paraula basca zintzur (o txintxur), que té el significat de gola, pas estret entre muntanyes o passatge estret. Alguns consideren que pot ser una referència a la seva ubicació geogràfica entre la Serra del Perdó (mont Erreniega) i l'Ezkaba (San Cristóbal); encara que la veritat és que Zizur sol ocupa una part d'aquest espai. Juan Ignacio Iztueta considerava que zintzur significava també altura petita.

## Demografia
| 1896  | 1901  | 1926  | 1936  | 1954  | 1962  | 1968  | 1975  | 1982  | 1990  | 1999   | 2005   | 2007   |
| ----- | ----- | ----- | ----- | ----- | ----- | ----- | ----- | ----- | ----- | ------ | ------ | ------ |
| 1.770 | 1.814 | 1.952 | 2.030 | 2.045 | 3.914 | 4.871 | 5.325 | 6.548 | 7.857 | 11.394 | 13.352 | 14.025 |

## Administració
| 2007-     | Pedro Huarte Iribarren   | Na-Bai   |
| 2003-2007 | Luis Mª Iriarte Larumbe  | UPN-PP   |
| 1999-2003 | Luis Mª Iriarte Larumbe  | AIZM     |
| 1995-1999 | Luis Mª Iriarte Larumbe  | AIZM     |
| 1992-1995 | Luis Ibero Elía          | AIZM     |
| 1987-1992 | Luis Ibero Elía          | AIZM     |
| 1983-1987 | Luis Ibero Elía          | AIZM     |
| 1979-1983 | Victorino Munárriz Gabay | PSN-PSOE |